# Tutte le mie notti
Tutte le mie notti è un film del 2018 diretto da Manfredi Lucibello e presentato alla Festa del Cinema di Roma dello stesso anno.

## Trama
In una cittadina la giovane e bella Sara fugge di notte pensando di essere seguita da qualcuno. Una donna gentile di nome Veronica la ospita nella sua villa. La casa però non è la sua e l'incontro non è stato casuale. Veronica accoglie Sara e le fa fare un bagno. La giovane rivela poi alla donna che lavora come prostituta ed è stata aggredita dalle persone che hanno ucciso la sua migliore amica, anche lei prostituta. Nel corso del film si scopre che Veronica è l'avvocato dell'assassino misterioso. Il film si conclude con Veronica e Sara che si abbracciano in una stazione di polizia.